# Casa Bonita
Casa Bonita is aflevering 107 (#711) van de animatieserie South Park. In de Verenigde Staten werd deze aflevering voor het eerst uitgezonden op 12 november 2003.

## Verhaal
Als Kyle vertelt dat hij 3 vrienden mee mag nemen naar het Casa Bonita-restaurant, is Cartman heel blij. Tot hij van Kyle te horen krijgt dat Butters mee zal gaan en niet hij. Cartman pest Kyle immers voortdurend met zijn joodse achtergrond. Cartman begint zich vanaf dan erg aardig te gedragen tegen Kyle, maar die blijft erbij dat Butters en niet Cartman mee gaat naar Casa Bonita. Uiteindelijk vertelt Kyle hem dat hij meemag, mocht Butters om een of andere reden niet kunnen.
Cartman laat Butters denken dat er een meteoriet op South Park afkomt en verstopt hem in een schuilkelder. Als de jongens horen dat Butters is vermist, besluiten ze niet naar Casa Bonita te gaan, tot onvrede van Cartman, die besluit Butters nog een week op te sluiten. Er komt een zoekactie en Cartman verplaatst Butters, die nog steeds alles gelooft, naar een afgelegen plek, waar hij hem in een koelkast verstopt. De koelkast wordt echter meegenomen door een vuilniswagen en Butters belandt op de vuilnisbelt. Hij denkt echter dat South Park volledig verwoest is en begint de samenleving te herbouwen. Hij wordt gevonden door een werkneemster van de vuilnisbelt, en haalt zijn piemel uit zijn broek omdat hij meent dat zij de enige andere overlevende is en dat ze de aarde moeten herbevolken. De vrouw vertelt hem echter de waarheid.
Terwijl Cartman en de andere jongens aankomen bij Casa Bonita, krijgt Sheila, Kyles moeder, een telefoontje. Ze krijgt dan te horen wat er is gebeurd met Butters en is erg boos op Cartman. Terwijl de politiewagens arriveren, vlucht Cartman het restaurant in, waar hij snel alles doet waar hij van droomde: hij eet ergens een stuk taco mee, danst, bezoekt enkele kleine attracties, laat zich fotograferen en springt ten slotte van een waterval af. Daar wachten politie-agenten, Sheila en de jongens hem op. Als een agent hem vertelt dat hij naar de jeugdgevangenis zal worden gestuurd voor een week en hem vraagt of dat het wel waard was, antwoordt Cartman: "Helemaal". Daarna begint de aftiteling.

## Culturele verwijzingen
- Als Cartman begint te zingen over Casa Bonita, is dit op de melodie van La Cucaracha.
- Butters zingt twee keer If you leave me now van Chicago.

## Trivia
- Dit is de tweede keer dat Cartman naar de jeugdgevangenis moet. De eerste keer is in de aflevering Cartman's Silly Hate Crime 2000 en was hij veroordeeld tot zijn 21ste verjaardag.
- Het restaurant Casa Bonita bestaat echt en staat in Lakewood, een voorstad van Denver. Het bezit inderdaad de attracties die in de aflevering genoemd worden.
- Kenny gaat niet dood in deze episode.
- De naam Casa Bonita is Spaans en betekent 'mooi huis'.
- In Apeldoorn staat een verpleeghuis dat Casa Bonita heet.

Tien favoriete afleveringen geselecteerd door Matt Stone en Trey Parker:
Stupid Spoiled Whore Video Playset · The Return of the Fellowship of the Ring to the Two Towers · Best Friends Forever · Good Times with Weapons · Casa Bonita · AWESOM-O · Trapped in the Closet · Towelie · Red Hot Catholic Love · Scott Tenorman Must Die

Vier favoriete afleveringen geselecteerd door de fans:
It Hits the Fan · Timmy 2000 · Fat Butt and Pancake Head · The Death Camp of Tolerance

Speciaal bijgevoegd: The Spirit of Christmas (kort geanimeerd)
De 25 beste afleveringen van Eric Cartman door stemming op de website van Comedy Central. Deze afleveringen werden van 14 tot 16 oktober 2005 getoond van nummer 25 naar nummer 1 (de populairste).

Red Hot Catholic Love (25) · The Succubus (24) · Cartman Joins NAMBLA (23) · Simpsons Already Did It (22) · Cartmanland (21) · The Red Badge of Gayness (20) · Spontaneous Combustion (19) · Red Sleigh Down (18) · Freak Strike (17) · Casa Bonita (16) · The Jeffersons (15) · Starvin' Marvin (14) · The Passion of the Jew (13) · Weight Gain 4000 (12) · Cow Days (11) · The Death of Eric Cartman (10) · Cartman's Mom is a Dirty Slut (9) · Fat Butt and Pancake Head (8) · AWESOM-O (7) · Christian Rock Hard (6) · Pinkeye (5) · Die Hippie, Die (4) · Up the Down Steroid (3) · Cartman Gets an Anal Probe (2) · Scott Tenorman Must Die (1)